# Josie Loren
Josie Loren (ur. 19 marca 1987 roku w Miami w stanie Floryda jako Josie Lopez) – amerykańska aktorka. Najbardziej znana jest z serialu telewizyjnego stacji ABC Family – Za wszelką cenę (Make It or Break It).

## Życie osobiste
Josie Loren urodziła się 19 marca 1987 w Miami, w stanie Floryda.
Przed pójściem na studia, była cheerleaderką w grupie Top Gun All Stars w Miami. Uczyła się w UCLA. Jest córką Mercy Lopez, nauczycielki w gimnazjum. Następnie poszła do liceum New World Performing Arts Center na Florydzie, gdzie uczyła się gry aktorskiej. Na uczelni studiuje środki masowego komunikowania. Wyznała, że chciałaby pracować z Seanem Pennem.
W 2010 roku została okrzyknięta jedną z 12 najseksowniejszych singielek przez magazyn „OK!” oraz nominowana do nagrody Teen Choice Awards 2010 w kategorii najlepszej aktorki tv lata 2010.
26 maja 2018 wzięła ślub z Mattem Leinart.

## Kariera
Początkowo Loren gościnnie wystąpiła w serialach Weronika Mars, Medium, Cory w Białym Domu, Drake i Josh oraz Hannah Montana. Jakiś czas później wystąpiła w filmie telewizyjnym stacji Lifetime – Christmas In Paradise, a następnie w oryginalnym filmie stacji Disney Channel – O, kurczę!, u boku Mitchela Musso i Jasona Dolleya.
W 2009 roku, u boku takich gwiazd jak Zac Efron czy Matthew Perry, wystąpiła w kinowej produkcji Znów mam 17 lat, gdzie zagrała cheerleaderkę, oraz dziewczynę Alexa O'Donnela (w tej roli Sterling Knight), Nicole.
Od roku 2009, Josie występuje w serialu stacji ABC Family – Za wszelką cenę (Make It or Break It), gdzie u boku Cassie Scerbo, Chelsea Hobbs oraz Ayla Kell, występuje jako młoda gimnastyczka – Kaylie Cruz. Serial miał swoją premierę 22 czerwca 2009 roku.
W roku 2010 Loren wraz ze swoją przyjaciółką z serialu Za wszelką cenę – Cassie Scerbo, zagrały swoje role Kaylie oraz Lauren, gościnnie w komediowym serialu ABC Family – Zakochana złośnica (10 Things I Hate About You).

## Filmografia
Filmy
- 2007: Hardly Married – jako Leti
- 2007: Christmas In Paradise – jako Blair
- 2008: This Is Not A Test – jako Laline
- 2009: Znów mam 17 lat (17 Again) – jako Nicole
- 2009: O, kurczę! (Hatching Pete) – jako Angela Morrissey

Seriale 
- 2006: Weronika Mars – jako Chloe (gościnnie)
- 2006: Hannah Montana – jako Holly (gościnnie)
- 2006: Medium – jako dziewczyna / przyjaciółka Amandy (gościnnie)
- 2006: Drake i Josh (Drake and Josh) – jako Maria (gościnnie, 2 odcinki)
- 2007: Cory w Białym Domu (Cory in the House) – jako Jessica (gościnnie)
- 2007: The Bill Engvan Show – jako Marissa (gościnnie)
- 2009: Za wszelką cenę (Make It or Break It) – jako Kaylie Cruz
- 2010: Zakochana złośnica (10 Things I Hate About You) – jako Kaylie Cruz (gościnnie)
- 2015: Mentalista (The Mentalist) – jako Michelle Vega

## Nagrody i nominacje
2010: Teen Choice Awards – najlepsza aktorka telewizyjna lata – nominacja